# Sparassocynidae
Los esparasocínidos 
(Sparassocynidae) son una familia de marsupiales extintos que vivieron desde el Mioceno tardío hasta el Pleistoceno en lo que ahora es Sudamérica.